# پیران (لریک)
پیران (به لاتین: Piran، پیش‌تر ایرمینجی İyirminci) یک منطقه مسکونی در جمهوری آذربایجان است که در شهرستان لریک واقع شده است. پیران ۸۸۵ نفر جمعیت دارد. مردم آن از قوم تالش هستند.